# Santa Catarina Pinula
Santa Catarina Pinula é uma cidade da Guatemala do departamento de Guatemala.